# Macaranga chlorolepis
Macaranga chlorolepis är en törelväxtart som beskrevs av Airy Shaw. Macaranga chlorolepis ingår i släktet Macaranga och familjen törelväxter. Inga underarter finns listade i Catalogue of Life.